# Apamea sora
Apamea sora är en fjärilsart som beskrevs av Smith 1903. Apamea sora ingår i släktet Apamea och familjen nattflyn. Inga underarter finns listade i Catalogue of Life.